# Bert Gasenbeek
Aalbert (Bert) Gasenbeek (Maartensdijk, 17 december 1953) is een Nederlands historicus en humanist. Hij was historicus bij de Universiteit voor Humanistiek en directeur van het Humanistisch Historisch Centrum. Hij is lid van het Humanistisch Verbonden van De Vrije Gedachte.

## Levensloop
Bert Gasenbeek werd op 17 december 1953 geboren in Maartensdijk (Utrecht). Hij volgde van 1981 tot 1987 de opleiding Algemene Politieke en Sociale Wetenschappen aan de Universiteit van Amsterdam, welke hij cum laude afsloot. Tijdens zijn 23ste levensjaar is hij lid geworden van het Humanistisch Verbond.

## Humanistisch erfgoed
In 1980 werd Gasenbeek benoemd tot bibliothecaris van het Humanistisch Opleidings Instituut, de latere Universiteit voor Humanistiek. Hij publiceerde regelmatig over thema’s als mediagebruik, informatievoorzieningen en het gebruik van boeken.
Toen de Universiteit voor Humanistiek werd opgericht in 1989 kreeg Gasenbeek de functies van bibliothecaris en communicatiemanager. Tot 2009 was hij de eindverantwoordelijke voor de bibliotheekvoorziening, totdat hij in 2010 de bibliotheek uitbesteedde aan de Universiteitsbibliotheek Utrecht
Vanaf 1990 zette Gasenbeek zich in voor het behoud van het humanistisch erfgoed in Nederland. Van 1996 tot 20210 was Gasenbeek directeur van een aantal Nederlandse humanistische organisaties. Hij was directeur van het Humanistisch Historisch Centrum  en het Center for Inquiry Low Countries. Van 2009 tot 2021 was hij ook directeur van het J.P. van Praaginstituut,  dat zich inzettevoor historisch onderzoek naar het humanisme in Nederland.
Gasenbeek is een productief publicist op het gebied van (de geschiedenis) van het vrijdenken en het humanisme. In 2000 startte hij als uitgever/redacteur de reeks het Humanistisch Erfgoed.
In 2002 overhandigde Gasenbeek zijn boek International Humanist en Ethical Union 1952-2002' aan de toenmalige minister-president Wim Kok op het internationale humanistencongres in Noordwijkerhout.
In 2021 ontving hij van de Humanists International (voorheen de IHEU) de ‘2020 Distinguished Service to Humanism Award’ , waarin hij werd geprezen voor zijn inspanningen om de humanistisch tradities te behouden. Het bestuur van de Humanistische Alliantie bedankte hem voor zijn langdurige inzet als onderzoeker, auteur en directeur van het Humanistisch Historisch Centrum. Ter gelegenheid van de pensionering van Gasenbeek, het opheffen van het HHC en de start van het Digitaal Humanistisch Erfgoed presenteerde de UvH en de Humanistische Alliantie de video ‘Zorg voor het Humanistisch Erfgoed. 
Sedert 2008 is Gasenbeek fellow van de Libraries of the Center for Inquiry in de Verenigde Staten. Bert Gasenbeek Bert Gasenbeek was samen met Jo Nabuurs redacteur van de Humanistische Canon, wat een overzicht geeft van de geschiedenis en de actualiteit van het humanisme.
Daarnaast was hij lid van de Leo Polakscriptieprijs van de Universiteit voor Humanistiek en van 2008 tot 2014 voorzitter van de vrijdenkers Scriptieprijs.
Van 2009 tot 2014 was Gasenbeek secretaris van het Multatuli-genootschap.
Op 18 juni 2022 hield hij d Anton Constandse lezing 2022 onder de titel ‘Anton Constandse, een vrije denker’. 

## Overige activiteiten
Naast zijn inzet voor het humanisme is Gasenbeek ook lid van andere organisaties:
- Tussen 2014 en 2017 was hij bestuurslid belast met organisatie en personeelszaken van de Stichting Atletiek Hilversum, organisator van de jaarlijkse Spieren voor Spieren City Run Hilversum[14]
- Adviseur van het Gooise Atletiek Club-bestuur voor archiefzaken[15]
- Corresponderend bestuurslid Centrum voor Academische en Vrijzinnige Archieven (CAVA Vlaanderen)[16]
- Sedert 2019 is hij bestuurslid van het Ferdinand Domela Nieuwenhuis Fonds, dat het Domelamuseum in Heerenveen en andere activiteiten subsidieert die de herinnering aan het leven en werk van Domela Nieuwenhuis in stand houden. [17]